# Laciniodes yamauchii
Laciniodes yamauchii là một loài bướm đêm trong họ Geometridae.